# The Devil's Point
The Devil's Point är ett berg i Storbritannien.   Det ligger i kommunen Aberdeenshire och riksdelen Skottland, i den norra delen av landet, 700 km norr om huvudstaden London. Toppen på The Devil's Point är 1 004 meter över havet, eller 89 meter över den omgivande terrängen. Bredden vid basen är 0,63 km.
Terrängen runt The Devil's Point är huvudsakligen kuperad.Runt The Devil's Point är det mycket glesbefolkat, med 3 invånare per kvadratkilometer. Närmaste större samhälle är Aviemore, 19,6 km norr om The Devil's Point. Omgivningarna runt The Devil's Point är i huvudsak ett öppet busklandskap.